# Zamfir (Bulgarie)
Pour les articles homonymes, voir Zamfir.
Zamfir (bulgare : Замфир) est un village situé au Nord-ouest de la Bulgarie. Il fait partie de la commune de Lom, dans l'oblast de Montana.